# Sofia Arvidsson
Lena Sofia Alexandra Arvidsson (Halmstad, Suecia; 16 de febrero de 1984) es una extenista profesional sueca. Ha sido la ganadora de dos títulos WTA en individuales, ambos en Memphis en 2006 y 2012, y se ha logrado ubicar entre las treinta mejores del mundo en mayo de 2006. Más temprano ese mismo año lograría su mejor actuación en torneos de Grand Slam, al alcanzar la tercera ronda del Abierto de Australia. En dobles, junto a su compatriota Johanna Larsson ha levantado un solo título, en Quebec en 2010.

## Títulos WTA

### Individuales (2)
| Leyenda: Antes de 2009 | Leyenda: A partir de 2009 |
| ---------------------- | ------------------------- |
| Grand Slam (0)         |                           |
| WTA Championships (0)  |                           |
| Tier I (0)             | Premier Mandatory (0)     |
| Tier II (0)            | Premier 5 (0)             |
| Tier III (1)           | Premier (0)               |
| Tier IV & V (0)        | International (1)         |

| Finales por superficie |
| ---------------------- |
| Dura (2–1)             |
| Hierba (0–0)           |
| Moqueta (0-1)          |
| Tierra batida (0–0)    |

| N.º | Fecha                 | Torneo                      | Superficie | Oponentes         | Resultado     |
| --- | --------------------- | --------------------------- | ---------- | ----------------- | ------------- |
| 1.  | 25 de febrero de 2006 | Memphis, Estados Unidos     | Dura (i)   | Marta Domachowska | 6–2, 2-6, 6-3 |
| 2.  | 25 de febrero de 2012 | Memphis, Estados Unidos (2) | Dura (i)   | Marina Erakovic   | 6–3, 6-4      |

#### Finalista (2)
| N.º | Fecha                  | Torneo                  | Superficie  | Oponentes       | Resultado |
| --- | ---------------------- | ----------------------- | ----------- | --------------- | --------- |
| 1.  | 6 de noviembre de 2005 | Quebec, Canadá          | Moqueta (i) | Amy Frazier     | 1–6, 5–7  |
| 2.  | 20 de febrero de 2010  | Memphis, Estados Unidos | Dura (i)    | María Sharápova | 2–6, 1-6  |

### Dobles (1)
| Leyenda: Antes de 2009 | Leyenda: A partir de 2009 |
| ---------------------- | ------------------------- |
| Grand Slam (0)         |                           |
| WTA Championships (0)  |                           |
| Tier I (0)             | Premier Mandatory (0)     |
| Tier II (0)            | Premier 5 (0)             |
| Tier III (0)           | Premier (0)               |
| Tier IV & V (0)        | International (1)         |

| Finales por superficie |
| ---------------------- |
| Dura (1–2)             |
| Hierba (0–0)           |
| Moqueta (0–0)          |
| Tierra batida (0–0)    |

| N.º | Fecha                    | Torneos        | Superficie | Pareja          | Oponentes                                        | Resultado        |
| --- | ------------------------ | -------------- | ---------- | --------------- | ------------------------------------------------ | ---------------- |
| 1.  | 19 de septiembre de 2010 | Quebec, Canadá | Dura (i)   | Johanna Larsson | Bethanie Mattek-Sands Barbora Záhlavová-Strýcová | 6-1, 2-6, [10-6] |

#### Finalista (2)
| N.º | Fecha                 | Torneos                 | Superficie | Pareja          | Oponentes                             | Resultado        |
| --- | --------------------- | ----------------------- | ---------- | --------------- | ------------------------------------- | ---------------- |
| 1.  | 15 de abril de 2012   | Copenhague, Dinamarca   | Dura       | Kaia Kanepi     | Kimiko Date-Krumm Rika Fujiwara       | 2-6, 6-4, [5-10] |
| 2.  | 23 de febrero de 2013 | Memphis, Estados Unidos | Dura (i)   | Johanna Larsson | Kristina Mladenovic Galina Voskoboeva | 6-7(5-7), 3-6    |

## Clasificación en torneos del Grand Slam

### Individuales
| Torneo               | 2004 | 2005 | 2006 | 2007 | 2008 | 2009 | 2010 | 2011 | 2012 | 2013 | 2014 | 2015 | 2016 | G-P | Títulos |
| -------------------- | ---- | ---- | ---- | ---- | ---- | ---- | ---- | ---- | ---- | ---- | ---- | ---- | ---- | --- | ------- |
| Abierto de Australia | 1R   | -    | 3R   | 1R   | 2R   | 1R   | 2R   | 1R   | 1R   | 1R   | A    | A    | A    | 4–9 | 0       |
| Roland Garros        | -    | 2R   | 2R   | 1R   | 1R   | -    | 1R   | 1R   | 2R   | 1R   | A    | A    | A    | 3–8 | 0       |
| Wimbledon            | -    | 2R   | 1R   | -    | 1R   | -    | 1R   | 1R   | 1R   | 1R   | A    | A    | A    | 1–6 | 0       |
| Abierto de EE. UU.   | -    | -    | 2R   | 1R   | 2R   | -    | 2R   | 1R   | 2R   | 2R   | A    | A    | A    | 5–7 | 0       |

### Dobles
| Torneo               | 2006 | 2007 | 2008 | 2009 | 2010 | 2011 | 2012 | 2013 | 2014 | 2015 | 2016 | G-P | Títulos |
| -------------------- | ---- | ---- | ---- | ---- | ---- | ---- | ---- | ---- | ---- | ---- | ---- | --- | ------- |
| Abierto de Australia | 1R   | 2R   | -    | 2R   | -    | 2R   | 1R   | 1R   | A    | A    | A    | 3–6 | 0       |
| Roland Garros        | 2R   | -    | 1R   | -    | 1R   | 2R   | 1R   | 1R   | A    | A    | A    | 2–6 | 0       |
| Wimbledon            | 1R   | 1R   | -    | -    | 1R   | 1R   | 1R   | 1R   | A    | A    | A    | 0–6 | 0       |
| Abierto de EE. UU.   | 1R   | -    | 1R   | -    | 1R   | 2R   | 1R   | 1R   | A    | A    | A    | 1-6 | 0       |